# Studio Filmtheater (Kiel)

Logo

Das STUDIO - Filmtheater am Dreiecksplatz ist das älteste noch in Betrieb befindliche Kino in Kiel.

## Geschichte

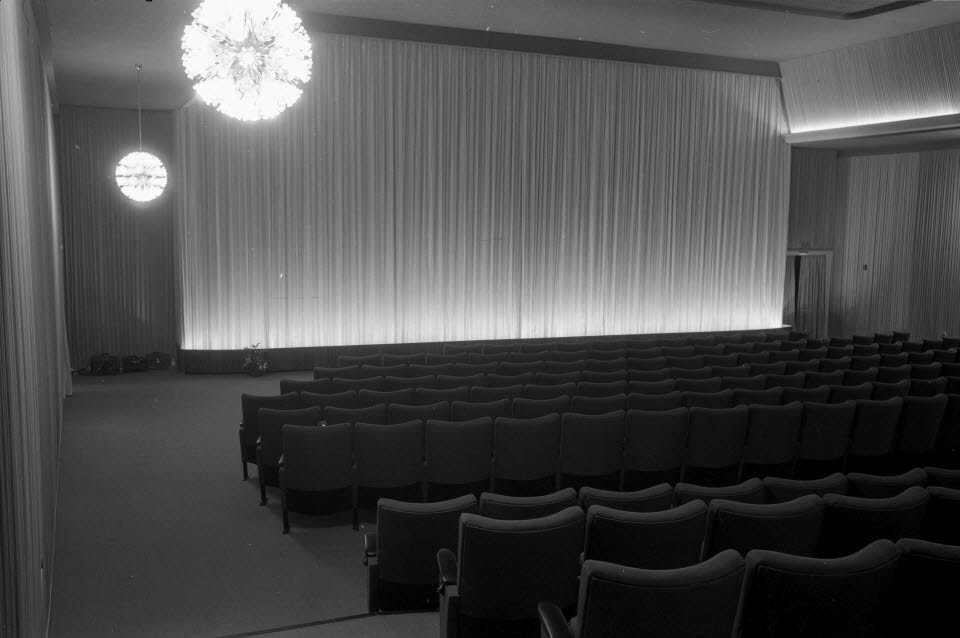
Ein Kinosaal 1963

Wenige Monate nach Beginn des Ersten Weltkrieges eröffnete das Kino am 23. Dezember 1914 unter dem Namen Palast-Lichtspiele, später hieß es Capitol Kino, dann ab 1968 Studio. Ende der 1990er Jahre wurde es geschlossen. 2002 eröffnete der Kinobetreiber Steffen Wietek das Haus unter dem Namen Neues Studio wieder. 2009 ging der Betreiber insolvent. Am 23. Dezember 2009 wurde das Kino unter dem Namen STUDIO - Filmtheater am Dreiecksplatz neu eröffnet. Die derzeitigen Betreiber sind Dennis Jahnke und Matthias Ehr.
Von den vier Kinosälen sind drei in Spielbetrieb. Der vierte wurde im Zuge der Neueröffnung des Neuen Studio zu einem Café umgebaut.

## Besondere Events
- O-Ton Montag: Jeden Montag werden die aktuellen Filme als OV (Originalversion ohne Untertitel) oder als OMU (Originalversion mit Untertitel) gezeigt.
- Kinotag: Dienstags ist im Studio Kinotag. Der Eintritt beträgt an diesem Tag nur 6 €, da für jeden Besucher der Kinderpreis gilt.
- Sneak Preview: Jeden Mittwoch wird eine Sneak Preview veranstaltet. Das heißt, es wird eine Vorpremiere gezeigt und das Publikum weiß nicht, welcher Film es sein wird. Begleitet wird die Sneak Preview durch Verlosungen und Vorfilmen.
- Thrill Sneak: Ähnlich wie bei der Sneak Preview werden am Samstag in unregelmäßigen Abständen Vorpremieren von Filmen gezeigt, die aufgrund ihres Genres (meist Horror) nicht in der regulären Sneak Preview gezeigt werden. Auch diese Veranstaltung wird durch eine Verlosung und einem Kurzfilm als Vorfilm eingeleitet.
- Tatort: Sonntags wird der aktuelle Tatort oder Polizeiruf in der Bar oder im Kinosaal gezeigt.